# Дерсу Узала (фільм, 1975)
«Дерсу́ Узала́» (яп. デルス・ウザーラ, Дерусу Удза:ра), рос. «Дерсу Узала») — двосерійний радянсько-японський фільм 1975 року, поставлений японським кінорежисером Акірою Куросавою за мотивами творів В. К. Арсеньєва «По Уссурійському краю» і «Дерсу Узала». Перший фільм режисера, знятий не японською мовою та єдиний, знятий ним на широкоформатній кіноплівці 70-мм.
Фільм здобув низку фестивальних та професійних кінонагород, зокрема премію «Оскар» як найкращий фільм іноземною мовою.

## Сюжет
Перша серія
Дія відбувається у 1902 році. Капітан Арсеньєв (Юрій Соломін) з групою солдатів досліджує уссурійську тайгу. На нічному привалі біля вогню з'являється старий мисливець Дерсу Узала. Приземкуватий, коренастий, він усе життя прожив у тайзі і не пам'ятає свого віку; уся його сім'я померла від вітрянки. Він веде кочове життя, будує будинок або ставить намет там, куди його заведе дорога. Ця незвичайна людина, носій вікової мудрості, пробуджує в Арсеньєві цікавість. Дерсу погоджується стати провідником експедиції. Він уміє читати сліди, йому знайомі усі знаки, за якими можна вирахувати, що сталося і станеться в тайзі та вражає солдатів своєю влучною стрільбою. Експедиція зустрічає старого китайця, який вже 45 років живе один. «Не треба його турбувати, — говорить Дерсу. — Він бачить сни». Старому дають трохи провізії; на ранок він йде, вклонившись і не сказавши ані слова. Останній етап експедиції приводить Арсеньєва і його провідника до замерзлого озера в зловісній тиші крижаних просторів. Вітер замітає сліди мандрівників і Дерсу говорить супутнику, що вони збилися з шляху. Щоб зберегти життя, їм треба накосити якомога більше трави до настання ночі. Арсеньєв падає від втоми. Прокидається удосвіта в курені з трави, спорудженому Дерсу: замість опорного стовпа той використав триногу від теодоліта. Експедиція триває, незважаючи на холод, снігопад, втому і голод. На стоянці в хатині, поки усі їдять рибу, Арсеньєв пропонує Дерсу оселитися в місті, але той відмовляється. Його справа — полювання на соболів, він не просить грошей у нагороду за свої послуги, а лише трохи патронів. Вони прощаються і розлучаються.
Друга серія
Весна 1907 року. З відлигою Арсеньєв знову приїжджає в Уссурійський край з новою дослідницькою експедицією. Він знаходить Дерсу, і той знову стає його провідником. Дерсу заробив багато грошей на соболях, але його підпоїв і пограбував торговець. На ранок, в густому тумані, який, втім, швидко розсіюється, Дерсу помічає сліди тигра. Він говорить з ним, як з людиною, умовляючи йти своєю дорогою. Пізніше він вступає в перестрілку з вісьмома бандитами. Солдати Арсеньєва знаходять трьох напівмертвих чоловіків, що зв'язану лежать у воді. Вони доручають їх селянам, які зібралися разом і наважилися покінчити з бандитами. Кілька солдатів пливуть по річці на плоту, який мчить прямо у наноси. Дерсу зіштовхує Арсеньєва у воду і залишається на плоту сам, потім стрибає і чіпляється за стовбур дерева. Він вказує солдатам, яке дерево треба зрубати, щоб він зміг учепитися за нього і вибратися на берег.
Наближається осінь. Дерсу смертельно ранить тигра і відтепер вважає себе жертвою богів і побоюється їхньої помсти. Він стає дратівливим, помітивши, що очі його слабшають, приходить у відчай. Більше він не зможе промишляти полюванням. Арсеньєв пропонує йому перебратися до міста, де Дерсу селиться в його Арсеньєва, з його дружиною і сином. Але він не може пристосуватися до осілого життя. Він хоче поставити намет прямо посеред вулиці. Арсеньєв дарує йому хорошу рушницю з сучасним прицілом. Трохи пізніше він отримує телеграму з викликом на упізнання тіла його старого друга — Дерсу убили через рушницю. Арсеньєв залишається з ним, поки його тіло не поховають.

## У ролях
| \| Максим Мунзук \| ···· \| Дерсу Узала \| \| Юрій Соломін \| ···· \| Володимир Арсеньєв \| \| Світлана Данильченко \| ···· \| Ганна, дружина Арсеньєва \| \| Дмитро Коршиков \| ···· \| Вова, син Арсеньєва \| \| Суйменкул Чокморов \| ···· \| Чжан Бао \| \| Володимир Кремена \| ···· \| Туртигін \| \| Олександр Пятков \| ···· \| Олентьєв \| \| Данило Нетребін \| ···· \| поліцейський \| | Загін Арсеньєва - Михайло Бичков - Володимир Хрульов - В. Ласточкін - Станіслав Мар'їн - Ігор Сихра - Володимир Сергіяков - Яніс Якобсон - В. Хлестов - Г. Полунін - В. Колді - М. Тетов - С. Синявський - Володимир Сверба - В. Ігнатов |                          |
| Максим Мунзук | ···· | Дерсу Узала              |
| Юрій Соломін | ···· | Володимир Арсеньєв       |
| Світлана Данильченко | ···· | Ганна, дружина Арсеньєва |
| Дмитро Коршиков | ···· | Вова, син Арсеньєва      |
| Суйменкул Чокморов | ···· | Чжан Бао                 |
| Володимир Кремена | ···· | Туртигін                 |
| Олександр Пятков | ···· | Олентьєв                 |
| Данило Нетребін | ···· | поліцейський             |

## Визнання
| Нагороди та номінації фільму «Дерсу Узала» | Нагороди та номінації фільму «Дерсу Узала»        | Нагороди та номінації фільму «Дерсу Узала»    | Нагороди та номінації фільму «Дерсу Узала» | Нагороди та номінації фільму «Дерсу Узала» | Нагороди та номінації фільму «Дерсу Узала» |
| Рік                                        | Кінофестиваль/кінопремія                          | Категорія/нагорода                            | Номінант                                   | Результат                                  |                                            |
| ------------------------------------------ | ------------------------------------------------- | --------------------------------------------- | ------------------------------------------ | ------------------------------------------ | ------------------------------------------ |
| 1975                                       | Московський міжнародний кінофестиваль             | Золотий приз                                  | Дерсу Узала                                | Перемога                                   |                                            |
| 1975                                       | Московський міжнародний кінофестиваль             | Приз ФІПРЕССІ                                 | Дерсу Узала                                | Перемога                                   |                                            |
| 1976                                       | Премія «Оскар»                                    | Найкращий фільм іноземною мовою               | Дерсу Узала                                | Перемога                                   |                                            |
| 1977                                       | Давид ді Донателло                                | Найкращий іноземний режисер                   | Акіра Куросава                             | Перемога                                   |                                            |
| 1977                                       | Давид ді Донателло                                | Спеціальний приз                              | «Мосфільм»                                 | Перемога                                   |                                            |
| 1977                                       | Італійський національний синдикат кіножурналістів | Срібна стрічка за найкращий іноземний фільм   | Дерсу Узала                                | Перемога                                   |                                            |
| 1977                                       | Спільнота письменників-сценаристів Іспанії        | Найкращий художній та експериментальний фільм | Дерсу Узала                                | Перемога                                   |                                            |
| 1978                                       | Синдикат французьких кінокритиків                 | Приз за найкращий іноземний фільм             | Дерсу Узала                                | Перемога                                   |                                            |